# Матеша, Златко
Златко Матеша (хорв. Zlatko Mateša; род. 17 июня 1949, Загреб) — хорватский политик, бывший премьер-министр Хорватской республики.

## Биография
Родился и вырос в Загребе, получил юридическое образование в Загребском университете. В 1970—1980 годах работал в INA (Национальной нефтяной компании в Хорватии), где поднялся по служебной лестнице до должности помощника директора. Дружил с Никица Валентичем, Младеном Ведришем и Франьо Грегуричем.
В 1990 году занялся политикой и стал высокопоставленным членом ХДС, наряду с вышеупомянутой группой. В 1995 году короткое время работал министром экономики, труда и предпринимательства Хорватии. Президент Франьо Туджман назначил его шестым главой правительства 4 ноября 1995 года. Правительство Матеши, пожалуй, лучше всего помнят за введение налога на добавленную стоимость (хорв. Porez nа dodanu vrijednost, PDV), которое готовилось при предыдущем правительстве и было осуществлено в 1996 году правительством под руководством Матеши. В 1998 году ставка налога была установлена для всех продуктов на уровне 22 %..
На хорватских парламентских выборах 2000 года был избран в Сабор, и там работал до конца 2003 года.
С 2002 года является президентом Хорватского олимпийского комитета.

## Награды
- Орден Короля Петара Крешимира IV (27 мая 1997 года)[5].
- Орден князя Трпимира.
- Орден Утренней звезды Хорватии с ликом Блажа Лорковича (28 мая 1995 года)[6]
- Почётный диплом Президента Азербайджанской Республики (29 июня 2015 года, Азербайджан) — за плодотворную деятельность в организации и успешном проведении I Европейских игр[7].